# Jorge Fernández de Heredia y Adalid
Jorge Fernández de Heredia y Adalid (? 15 d'abril de 1871 – Paracuellos de Jarama, 7 de novembre de 1936) va ser un militar espanyol, capità general d'Aragó durant els darrers anys del regnat d'Alfons XIII d'Espanya.
Era fill de Francisco de Asís Fernández de Heredia y Pérez de Tafalla, VI Conde de Torre Alta, es va casar amb Maria Weyler Santacana, filla del militar mallorquí Valerià Weyler. Militar i farmacèutic, va fer la seva carrera al Protectorat Espanyol al Marroc. Ascendit a general de divisió, va donar suport el pronunciament de Miguel Primo de Rivera Orbaneja, i durant la dictadura de Primo de Rivera fou diputat de l'Assemblea Nacional Consultiva d'octubre de 1927 a maig de 1928. Fou ministre de guerra interí el 1927-1928 i capità general de Canàries del 3 al 21 de gener de 1928. Posteriorment fou capità general de la V Regió Militar. Durant el seu mandat es va produir la insurrecció de Jaca i va signar les penes de mort de Fermín Galán i Ángel García Hernández. Per aquest motiu fou postergat durant la Segona República Espanyola.
En fracassar el cop d'estat del 18 de juliol de 1936 a Madrid fou tancat a la Presó Model de Madrid. El novembre de 1936 fou tret de la presó amb altres militars, intel·lectuals i polítics dretans i dut a Paracuellos de Jarama, on fou assassinat.